# Schizodon scotorhabdotus
Schizodon scotorhabdotus är en fiskart som beskrevs av Sidlauskas, Garavello och Jellen 2007. Schizodon scotorhabdotus ingår i släktet Schizodon och familjen Anostomidae. Inga underarter finns listade i Catalogue of Life.